# Těrlicko
Těrlicko (polska: Cierlicko, tyska: Tierlitzko) är en by och en kommun i Tjeckien. Den ligger i regionen Mähren-Schlesien, i den östra delen av landet, 290 km öster om huvudstaden Prag. Těrlicko ligger 300 meter över havet och antalet invånare är 4 372.